# ليندسي بيرس
ليندسي بيرس (بالإنجليزية: Lindsay Pearce) هي مغنية وممثلة أمريكية، ولدت في 30 أبريل 1991 بموديستو في الولايات المتحدة.

## وصلات خارجية
- ليندسي بيرس على موقع IMDb (الإنجليزية)
- ليندسي بيرس على موقع ألو سيني (الفرنسية)
- ليندسي بيرس على موقع ميوزك برينز (الإنجليزية)
- ليندسي بيرس على موقع أول موفي (الإنجليزية)
- ليندسي بيرس على موقع قاعدة بيانات الفيلم (الإنجليزية)
- ليندسي بيرس على موقع كينوبويسك (الروسية)